# 船戸陽子
船戸 陽子（ふなと ようこ、1974年4月23日 - ）は、日本女子プロ将棋協会(LPSA)に所属する女流棋士である。LPSA番号18。ソムリエの資格を持つ。高柳敏夫門下。亜細亜大学出身。以前は日本将棋連盟に所属し、当時の女流棋士番号は旧25。

## 来歴
1974年生まれ、東京都渋谷区出身。
1986年に日本将棋連盟の女流育成会に入会し、1988年に3級で女流棋士となった（女流棋士番号は旧25）。
1年目の成績が負け越しとなり、1987年からの規定「新しく女流育成会を卒業して女流棋士になったものが、1年間公式戦を指して負け越した場合は、再び育成会に戻る」に該当し、再度の女流育成会へ。1990年に女流1級として再デビュー。
1991年に女流初段、2000年に女流二段となった。
2008年6月30日付で日本将棋連盟を退会し、2008年7月1日より日本女子プロ将棋協会(LPSA)に入会した。日本女子プロ将棋協会設立当初ではなく、その後に移籍した初の例である。
2021年1月21日、第43期女流王将戦予選2回戦で鈴木環那に勝ち、女流二段昇段後90勝となったため女流三段に昇段した。2023年、通算200勝を達成。
2024年4月、LPSAに引退届を提出。参加中の女流公式戦対局終了をもって引退となることが明らかになった。
2024年7月8日、第4期女流順位戦D級の最終8回戦の対局が行われ、脇田菜々子女流初段との現役最終対局を勝利し、1988年の女流棋士デビュー当初から36年間余の現役生活を白星で締めた。女流通算成績は205勝329敗（534対局、勝率0.3838）。

## 人物
父の影響で将棋を始める。趣味は旅行、写真。パソコン操作などに明るく、日本将棋連盟所属時の女流棋士会のイベントパンフレットの多くは船戸によるデザインだった。
日本ソムリエ協会認定ソムリエの資格を持っている。日本ソムリエ協会のソムリエ資格受験には飲食店での数年間の実務経験が必要なため、当時は昼は女流棋士、夜はイタリアンレストランやバーの勤務を掛け持ちする生活が続いた。また他にもカラーコーディネーター、フラワーデザイナーの資格を持っており、髪の色も変幻自在に変えるなどファッションセンスにも定評がある。
2011年に結婚した際には、将棋になぞらえ「私は四枚穴熊に自陣に馬まで引きつけていたにもかかわらず、彼の原始棒銀に寄せ切られてしまいました」とのコメントを発表した。

## 昇段履歴
- 1986年00月00日 - 女流育成会入会
- 1988年03月17日 - 女流3級
1990年03月29日（女流2級、飛び級）
- 1990年03月29日 - 女流1級
- 1991年03月11日 - 女流初段（女流王将戦リーグ残留/A級昇級）
- 2000年04月01日 - 女流二段（昇段規定改定による昇段[9][10]）
- 2021年01月21日 - 女流三段（勝数規 ／女流二段昇段後公式戦90勝）
- 2024年07月08日 - 引退（女流通算205勝329敗、534対局 勝率0.3838）[6][11]

## 棋歴等
- 1dayトーナメント

優勝：第14回・第19回（2008年）、第26回（2009年）、第37回（2010年）、第49回・第50回（2012年）
2012年10月、優勝経験者のみ出場の第50回1dayトーナメントで優勝し、初代グランドチャンピオン。